# Schloßberg - Solwiesen
Das Naturschutzgebiet Schloßberg - Solwiesen liegt im Kyffhäuserkreis und im Landkreis Nordhausen in Thüringen.
Es erstreckt sich nördlich von Badra, einem Ortsteil der Gemeinde Kyffhäuserland im Kyffhäuserkreis, und westlich von Auleben, einem Ortsteil der Landgemeinde Stadt Heringen/Helme im Landkreis Nordhausen, am südlichen Rand der Talsperre Kelbra. Am östlichen Rand des Gebietes verläuft die Landesstraße L 1040 und westlich die L 2079. Am nördlichen Rand fließt die Helme, ein linker Zufluss der Unstrut, am nördlichen und östlichen Rand verläuft die Landesgrenze zu Sachsen-Anhalt.

## Bedeutung
Das 541,5 ha große Gebiet mit der NSG-Nr. 4 wurde im Jahr 1967 unter Naturschutz gestellt.